# 三次陣屋
三次陣屋（みよしじんや）は、備後国三次郡（のち双三郡）三次（現・広島県三次市三次）にあった日本の陣屋。三次藩浅野氏の陣屋。

## 歴史
寛永9年(1632年)、広島藩主・浅野長晟の庶長子である長治が5万石を分与され、三次藩が成立し、その居所として陣屋が築かれた。
三次藩は長治以降は長照、長澄、長経と続いたが享保4年(1719年)4月に、長経がわずか11歳で早世したため所領は広島藩に還付された。同年10月、長経の弟長寔が再び5万石を分与されて三次藩が再興されたが、翌5年にわずか8歳で没したため三次藩は再び廃藩となり広島藩領となった。

## 遺構
三次陣屋は御館と呼ばれるように東西にやや長い館で遺構はないが、館跡には江戸時代の役宅や三次社倉がある。

### 関連建造物
- 三次社倉

## 交通
- JR芸備線・三次駅から徒歩15分